# Омерович, Фахрудин
Фа́хрудин Оме́рович (босн. Fahrudin Omerović, тур. Fahrettin Ömerli; род. 26 августа 1961, Добой, Босния и Герцеговина) — югославский и боснийский футболист, вратарь, боснийский и турецкий футбольный тренер.

## Клубная карьера
Фахрудин Омерович начал карьеру в футбольном клубе «Слобода». Стабильные выступления в составе этой команды привели к тому, что его заметили в белградском «Партизане». Там он сразу же стал основным вратарём, в составе клуба дважды выигрывал и чемпионат, и Кубок страны и получил признание как один из сильнейших голкиперов Югославии.
После начала войны в Боснии Омерович уехал в Турцию, где играл за «Коджаэлиспор» и «Истанбулспор». В 1997 году получил турецкое гражданство, а в 1998 году завершил карьеру игрока.

## Карьера в сборной
Дебютировал в сборной Югославии 27 мая 1989 года в товарищеском матче со сборной Бельгии. Присутствовал в заявке команды на чемпионате мира 1990 года, но только в качестве сменщика Томислава Ивковича и на поле так и не вышел. Последний матч за сборную Югославии провёл 25 марта 1992 года, против Нидерландов. Рассматривался как основной вратарь команды перед чемпионатом Европы 1992 года, но на этот турнир Югославия не была допущена в результате санкций ООН.
В 1996 году сыграл в трёх матчах сборной Боснии и Герцеговины, принимал участие в отборочном турнире чемпионата мира 1998 года.

## Тренерская карьера
С 2010 года по 2014 год, а потом с 2017 по 2018 являлся помощником главного тренера турецкого «Фенербахче».

## Достижения
- Чемпион Югославии: 1985/86[2], 1986/87[3]
- Обладатель Кубка Югославии: 1988/89, 1991/92